# Tournebu
Tournebu település Franciaországban, Calvados megyében. Lakosainak száma 362 fő (2018. január 1.). Tournebu Acqueville, Fontaine-le-Pin, Martainville, Moulines, Saint-Germain-Langot és Ussy községekkel határos.

## Népesség
A település népessége az elmúlt években az alábbi módon változott:
| Lakosok száma | 297  | 286  | 276  | 295  | 352  | 387  | 367  | 360  | 356  | 362  |
|               | 1968 | 1975 | 1982 | 1999 | 2006 | 2011 | 2013 | 2016 | 2017 | 2018 |